# Брент Г'юз (хокеїст, 1966)
Брент Г'юз (англ. Brent Hughes; нар. 5 квітня 1966, Нью-Вестмінстер) — канадський хокеїст, що грав на позиції крайнього нападника.

## Ігрова кар'єра
Професійну хокейну кар'єру розпочав 1987 року.
Протягом професійної клубної ігрової кар'єри, що тривала 13 років, захищав кольори команд «Вінніпег Джетс», «Бостон Брюїнс», «Баффало Сейбрс» та «Нью-Йорк Айлендерс».
Згодом був головним тренером команд у нижчих лігах Північної Америки.

## Статистика
| Сезон        | Клуб                 | Ліга         | Регулярний сезон | Регулярний сезон | Регулярний сезон | Регулярний сезон | Регулярний сезон | Плей-оф | Плей-оф | Плей-оф | Плей-оф | Плей-оф |
| Сезон        | Клуб                 | Ліга         | І                | Г                | П                | О                | ШХ               | І       | Г       | П       | О       | ШХ      |
| ------------ | -------------------- | ------------ | ---------------- | ---------------- | ---------------- | ---------------- | ---------------- | ------- | ------- | ------- | ------- | ------- |
| 1988-89      | «Вінніпег Джетс»     | НХЛ          | 28               | 3                | 2                | 5                | 82               | —       | —       | —       | —       | —       |
| 1989-90      | «Вінніпег Джетс»     | НХЛ          | 11               | 1                | 2                | 3                | 33               | —       | —       | —       | —       | —       |
| 1991-92      | «Бостон Брюїнс»      | НХЛ          | 8                | 1                | 1                | 2                | 38               | 10      | 2       | 0       | 2       | 20      |
| 1992-93      | «Бостон Брюїнс»      | НХЛ          | 62               | 5                | 4                | 9                | 191              | 1       | 0       | 0       | 0       | 2       |
| 1993-94      | «Бостон Брюїнс»      | НХЛ          | 77               | 13               | 11               | 24               | 143              | 13      | 2       | 1       | 3       | 27      |
| 1994-95      | «Бостон Брюїнс»      | НХЛ          | 44               | 6                | 6                | 12               | 139              | 5       | 0       | 0       | 0       | 4       |
| 1995-96      | «Баффало Сейбрс»     | НХЛ          | 76               | 5                | 10               | 15               | 148              | —       | —       | —       | —       | —       |
| 1996-97      | «Нью-Йорк Айлендерс» | НХЛ          | 51               | 7                | 3                | 10               | 57               | —       | —       | —       | —       | —       |
| Усього в НХЛ | Усього в НХЛ         | Усього в НХЛ | 357              | 41               | 39               | 80               | 831              | 29      | 4       | 1       | 5       | 53      |